# رومان سترادا
رومان سترادا (بالإسبانية: Román Strada)‏ هو لاعب كرة قدم أرجنتيني في مركز الوسط، ولد في 16 أغسطس 1987 في Monte Buey ‏ في الأرجنتين. لعب مع كيلمس.

## وصلات خارجية
- رومان سترادا على موقع قاعدة بيانات كرة القدم.إي يو (الإنجليزية)
- رومان سترادا على موقع Soccerway.com (الإنجليزية)